# Aspersentinae
Sous-famille
Aspersentinae est une sous-famille d'acanthocéphales.

## Liste des genres et des espèces
La sous-famille des Aspersentinae comprend un genre composé des espèces suivantes :
- Aspersentis Van Cleve, 1929 ;
  - Aspersentis johni (Bayliss, 1929) ;
  - Arpersentis megarhynchus (Linstow, 1892).